# Малецкий, Финеес Аронович
Финее́с (Пинахас) Ааро́нович Мале́цкий (др.-евр.  פינחס בן אהרן מלאצכיי‬; пол. Feliks Malecki; лит. Feliksas Maleckis; 1854, Троки, Виленская губерния — 13 апреля 1928, Вильно, Виленское воеводство) — старший газзан, учёный, учитель, настоятель и народный деятель литовских караимов.

## Биография

Финеес Малецкий

Родился в 1854 году в Троках. Сын образованного отца Арона Абрамовича Малецкого и ученик трокского газзана Анания Давидовича Абковича. Окончил курс Трокского уездного училища. Был караимским учителем (с 1890 года) и старшим газзаном в городах Троки (с 1892 года) и Вильно и одно время (1894—1902) исполнял должность трокского караимского гахама (главы духовенства). В 1893 году участвовал в IX Археологическом съезде в Вильне и 12 августа принимал его участников в трокской кенассе, за что получил благодарность от председателя съезда графини Уваровой. Во 2-й половине XIX века принадлежал к евпаторийскому мещанству. В 1902 году «под напором враждебных сил местного караимского общества» переехал в Вильну. В 1907 году поступил на службу цензором литературы на древнееврейском языке в Виленский комитет по делам печати. В 1911 году возглавил Комитет по постройке кенассы в Вильне. В 1914 году из-за начавшейся войны покинул Вильну и вернулся обратно только в 1923 году.
Среди современников считался одним из немногих «самых учёных и развитых специалистов по караимским вопросам». Он же был даровитым народным учителем и проповедником и сыграл значительную роль в деле воспитания в караимском духе ряда поколений в северо-западном крае. В 1927 году выступал против избрания С. М. Шапшала на пост гахама польско-литовских караимов.
Научных трудов не оставил. По свидетельству Тадеуша Ковальского, владел крымскотатарским и османским языками.
Умер 13 апреля 1928 года в Вильно.

## Общественная деятельность
Основные пункты в деятельности Финееса Малецкого:
- нашёл средства на постройку кенассы в мавританском стиле, общественного дома и школы в г. Вильно, а также на постройку и открытие в 1897 году в Троках школы, содержание её учителя, реставрацию трокской кенассы[8] и приведение в порядок старинного кладбища в Троках[10];
- изыскал средства на издание в г. Вильне караимских книг под своей редакцией:
  - молитвенников на древнееврейском языке в 4-х частях «Сиддур ха-тефиллот ке-минхаг ха-караим» (др.-евр. סדור התפלות כמנהג הקראים‬ Молитвенная книга по обряду караимов) в 1891—1892 году, перепечатанных с Венского издания 1854 года с некоторыми изменениями на средства купца Я. И. Шишмана[10][7];
  - «Рунне Фаллет» (др.-евр. רני פלט‬ Песни спасения; изд. 1890) — сборник литургических произведений караимских авторов на день Великого поста (Йом Киппурим) — в переводе Малецкого на наречие литовских караимов;
  - «Седер Галлель гаккатан. Славословие на пасху по обряду караимов» (др.-евр. הלל הקטן כמנהג בני מקרא‬ Малое славословие по обряду караимов; изд. 1900) — пасхальная агада в переводе на «татарское наречие» Ф. А. Малецкого[7][14];
  - «Молитвы караимов „Глас Иакова“» (др.-евр. קול יעקב‬; изд. 1910) в переводе на русский язык Я. А. Пенбека в 2-х частях (1-я часть — на весь год; 2-я часть — на «Йом Киппурим» — «День всепрощения» (Великий пост)[15];
  - «Порядок молитвы по случаю основания караимской кенесы в г. Вильне в лето от сотворения мира 5672» (изд. 1911)[16][17].

## Семья
Отец — Арон Абрамович Малецкий, мать — Эстер Иосифовна. Братья — Иогонадав и Иосиф, сестра — Эстер-Менуха. В конце XIX века Иогонадав Аронович Малецкий служил смотрителем Чуфут-Кале.
Жена — Мария Яков-Семёновна Лаврецкая (? — 1913, Вильна), уроженка Трок. Её сестра Надежда была матерью советского разведчика-нелегала и учёного-латиноамериканиста И. Р. Григулевича.
Финеес Малецкий имел детей: Якова (1889—1952), Александру (в замуж. Мицкевич; 1891—?), Иосифа (1901—1961), Михаила (1903—1943) и Веру (в замуж. Никифорова; 1908—2000). Братья Иосиф и Михаил  Малецкие были участниками Великой Отечественной войны, Александра Малецкая награждена медалью «За оборону Ленинграда».
- Внучка — Лидия Борисовна Никифорова (1933—2011), скрипачка, преподаватель и концертмейстер Санкт-Петербургской консерватории[26].